# XXVIe siècle av. J.-C.
../.. | 
IVe millénaire av. J.-C. |
IIIe millénaire av. J.-C. |
IIe millénaire av. J.-C. |
../..
XXIVe siècle av. J.-C.
| XXVIIIe siècle av. J.-C.
| XXVIIe siècle av. J.-C.
| XXVIe siècle av. J.-C. 
| XXVe siècle av. J.-C.
| XXIVe siècle av. J.-C. 
| XXIIIe siècle av. J.-C.
Liste des millénaires |
Liste des siècles

## Évènements
- Vers 2600-2400 av. J.-C. : Minoen Ancien I en Crète[1].

### Mésopotamie

Étendard d’Ur (v. 2600-2500 av. J.-C.), composition de type mosaïque sur un panneau de bois.

- 2600-2334 av. J.-C. : période dynastique archaïque III. Domination de la première dynastie d’Ur (DA III A, 2600-2500 av. J.-C.). Cimetière royal d’Ur[2],[3].
- 2600 av. J.-C. : règne d'Akalamdug, roi d’Ur[4].
- Vers 2600-2500 av. J.-C. : Instructions de Shuruppak, premiers textes littéraires découverts à Adab, Fara (Shuruppak) et Abu Salabikh, en écriture syllabique[5].
- Vers 2585 av. J.-C. : début, selon la tradition mésopotamienne, du règne d’Agga, roi de la ville de Kish, située près de Babylone, sur le territoire actuel de l’Irak.
- 2570 av. J.-C. : règnes de Uhub, roi (ensi) de Kish et de En-hegal, roi de Lagash[4].
- 2560-2525 av. J.-C. : règne de Mesannepadda, roi d’Ur. La ville qui ne compte alors que 4 000 habitants, deviendra une grande capitale après les 40 ans de règne de Mesannepadda. Son opulence est due à son activité commerciale : le port fluvial d’Ur concentre le commerce de la Mésopotamie, au moins méridionale, avec les rives du golfe persique, donc l’Arabie et peut-être par intermédiaires avec la vallée de l’Indus. Les métaux qui y arrivent sont vraisemblablement transformés dans des ateliers, sans doute royaux, dont la production est en partie réexpédiée[4].

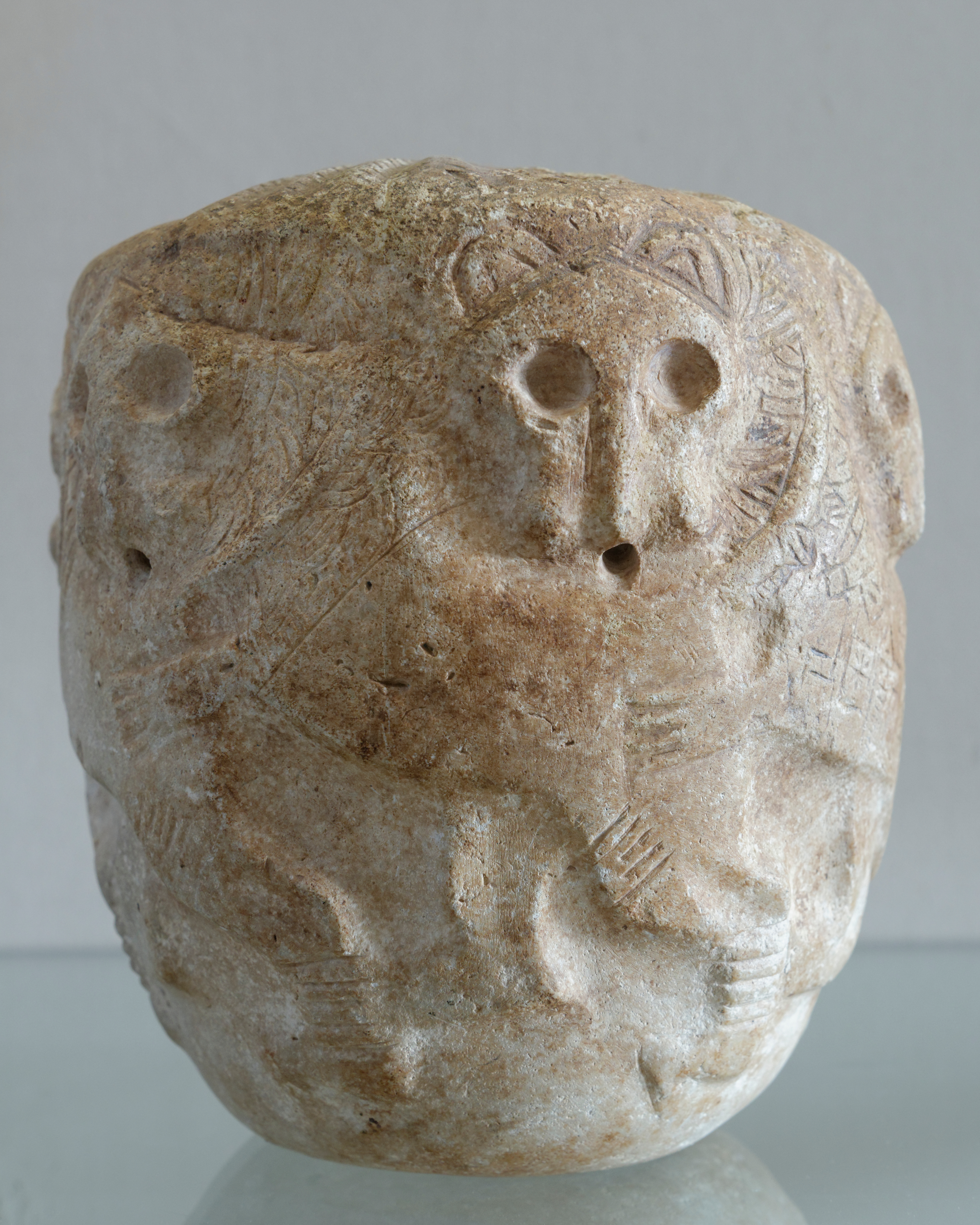
Masse d’arme offerte au dieu Ningirsu par Mesilim de Kish.

- 2550 av. J.-C. : règne de Mesilim, lugal de Kish. Il semble être le suzerain du ensi de Lagash, Luga-shag-engur et du ensi d’Adab, Nin-kisalsi. Rivalité entre Lagash et sa voisine Umma à propos de champs revendiqués par chacune des parties : une première crise est réglée par Mesilim de Kish en faveur semble-t-il de Lagash[4].
- 2540 av. J.-C. : Mesannepadda, roi d’Ur, qui domine déjà Nippur, ville sacrée d’Enlil, profite d’une éclipse du pouvoir à Kish (provoquée par une incursion des Élamites d’Awan) pour s’emparer de la ville. Il est maître de toute la basse Mésopotamie puisqu’il porte le titre suprême de roi de Kish et que son nom réapparaît sur une perle à Mari[4].
- 2525-2485 av. J.-C. : A-annepadda, roi d’Ur[4].

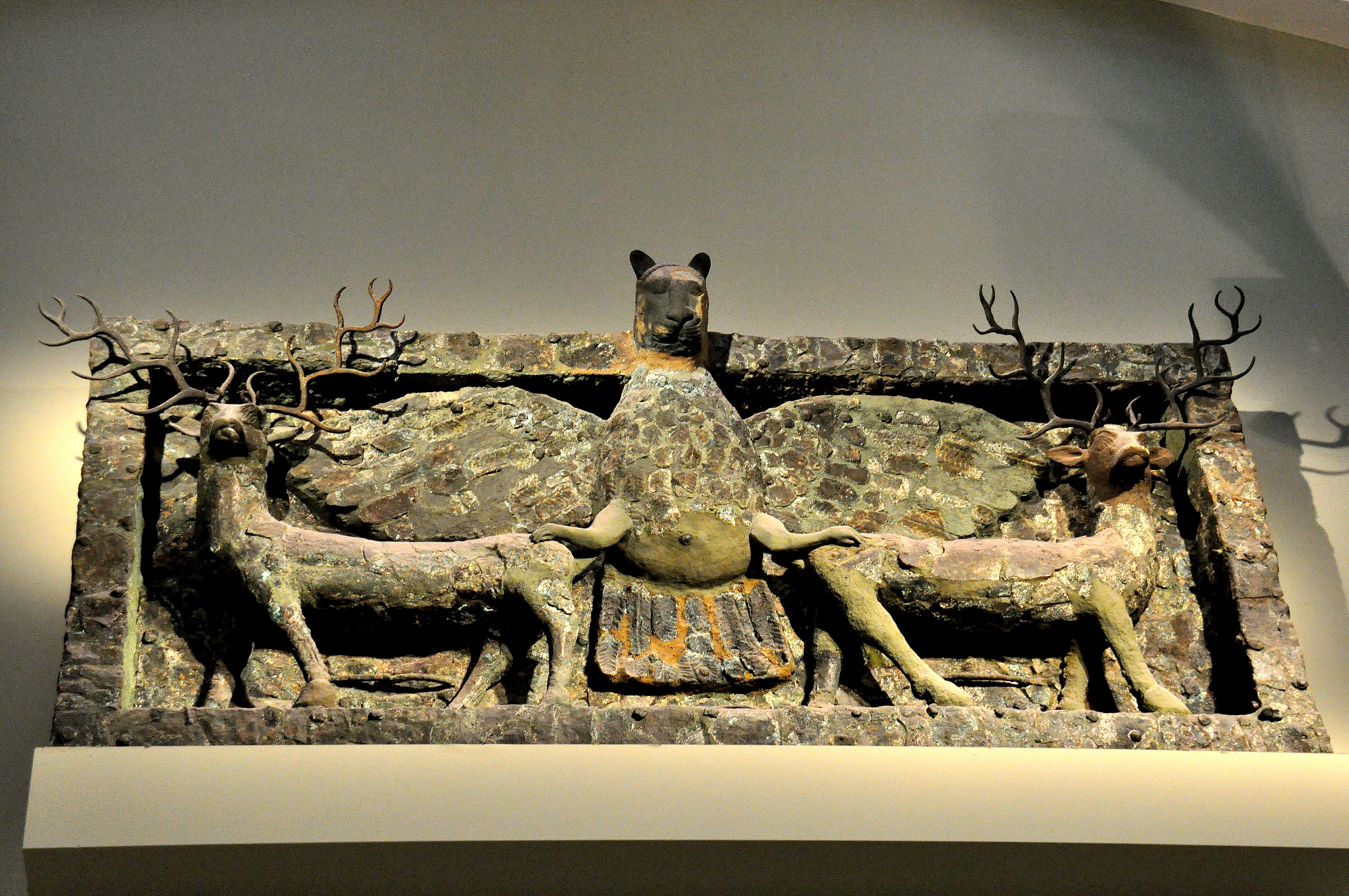
Relief en cuivre du temple d’El-Obeïd, conservé au British Museum.

- Palais P ou édifice plano-convexe de Kish, à la fin du DA II. Palais d’Eridu (DA III) et palais nord de Tell Asmar (fin DA III)[6].

### Égypte

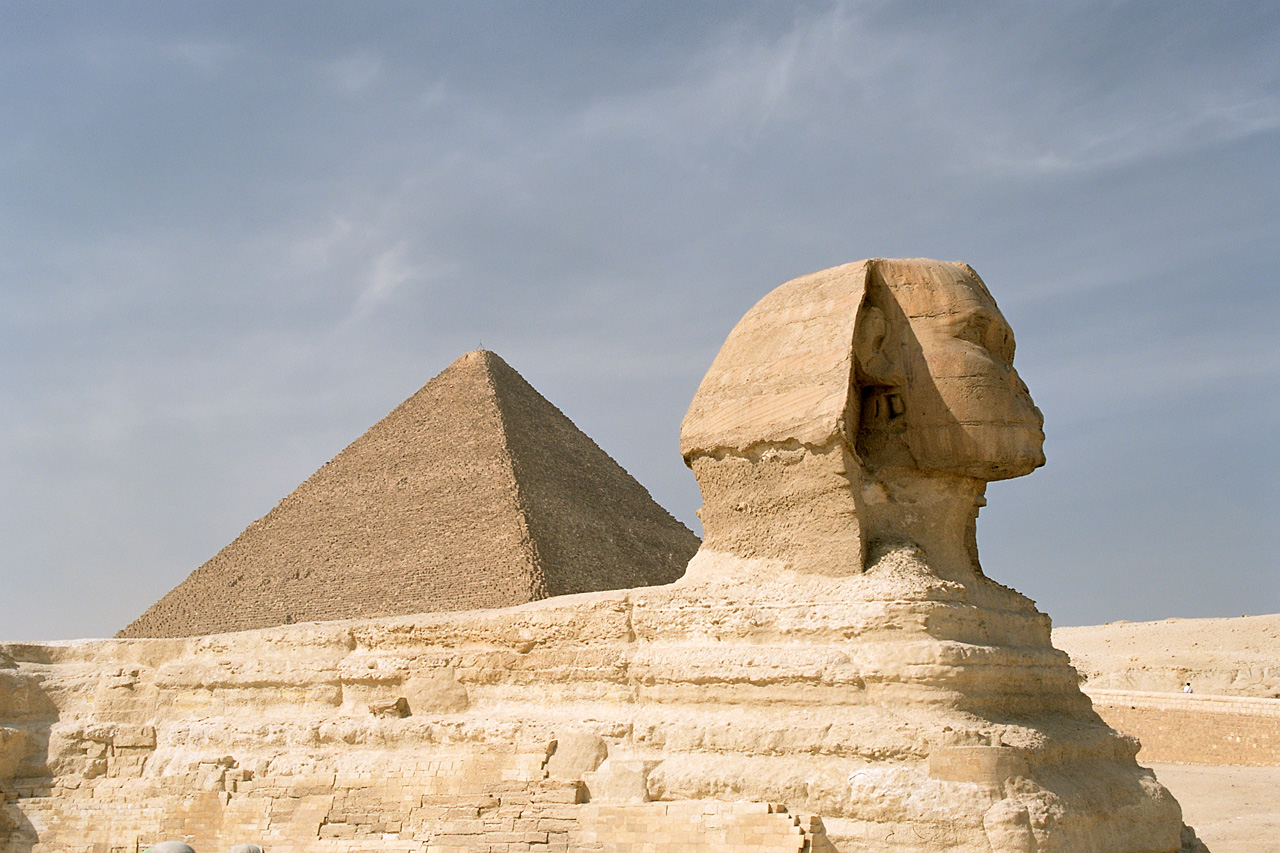
Le sphinx de Gizeh et la pyramide de Khéops.

- 2551-2549 à 2528-2526 avant notre ère[7] : règne de Khéops, second pharaon de la IVe dynastie. Apogée de l’Ancien Empire sous les règnes, peu connus, de Khéops, Khéphren et Mykérinos. Khéops mène une expédition dans le Sinaï et fait construire la grande pyramide de Gizeh (146 m). Sous son règne, le culte solaire de Rê s’impose (barque solaire de Khéops). Son successeur, Djédefrê, est le premier pharaon égyptien à se désigner par l’épithète « fils de Rê ». La filiation divine du roi s’affirme : dans la seconde partie de la IVe dynastie, la titulature royale se fixe définitivement avec l’apparition d’un cinquième nom royal précédé du titre de « fils de Rê », le dieu soleil d’Héliopolis[8].

- 2520-2518 à 2494-2493 avant notre ère[7] : règne de Khéphren. Il fait construire une pyramide presque aussi grande que celle de son père Khéops (143 m). Sphinx de Gizeh, statue monumentale du pharaon représentant Khéphren (selon Gaston Maspero) ou Khéops (selon Rainer Stadelmann) avec un corps de lion[8].